# Гербове на югославските републики
Всеки от гербовете на югославските социалистически републики е утвърден от конституцията на съответната съюзна република. Гербът е използван на републиканско ниво – от републиканските учреждения за издаваните републикански документи, официалния протокол и в други случаи.
Гербовете на 6-те съюзни републики са:
| Социалистическа република Босна и Херцеговина | Социалистическа република Черна гора | Социалистическа република Хърватия                                                                                  |
| Социалистическа република Македония           | Социалистическа република Словения   | Социалистическа република Сърбия Социалистическа автономна област Косово Социалистическа автономна област Войводина |

Някои от гербовете включват и елементи от старите исторически гербове на страните като този на СР Сърбия, включващ очилата, и герба на СР Хърватско – шаховницата. Гербът на СР Словения включва като централен елемент най-високия връх в страната – „Триглав“, който се смята от словенците за символ на народоосвободителното движение. В гербовете на СР Босна и Херцеговина и СР Черна гора няма включени национални символи, а типични социалистически заводски комини и планината „Ловчен“ в герба на Черна гора.
Всички гербове на югославските социалистически републлики включват петолъчка, пшенични класове или други растителни мотиви като в герба на СФРЮ.